# 佩斯諾湖 (普柳薩區)
58°22′44″N 29°34′29″E / 58.37889°N 29.57472°E
佩斯諾湖（俄语：Песно），是俄羅斯的湖泊，位於該國西北部，由普斯科夫州負責管轄，處於普柳薩區，面積4.85平方公里，集水區面積31.3平方公里，平均水深1.4米，最大水深3.1米。